# Porte des Dames
Pour les articles homonymes, voir Dames (homonymie).
La porte des Dames ou Frauentor, également appelée Ravensburger Tor (porte de Ravensburg), est une tour et une porte de ville de cinq étages qui forme l'extrémité nord de la Herrenstraße dans la vieille ville de Wangen im Allgäu.

## Histoire
Construite au cœur du quatorzième siècle, elle a pris sa forme actuelle avec une surélévation en 1608. La tour a été peinte en 1589 par Ulrich Wagener et en 1611 par Johann Andreas Rauch (de). La peinture actuelle a été réalisée par Toni Schönecker en 1950.

## Description
Au-dessus de l'entrée en arc de cercle, voûtée en croisée d'ogives, se trouvent, du côté de la ville, des reliefs d'armoiries. La peinture des étages supérieurs, divisés par des corniches, montre au centre la Vierge Marie avec l'enfant Jésus, à gauche l'empereur Frédéric II, à droite l'empereur Ferdinand Ier qui visita la ville en 1563. Le quatrième et le cinquième étage présentent des angles construits comme des tours d'escalier, entre lesquels se trouvent, côté ville, une horloge et un cadran solaire dans des bandeaux en arc de cercle. Le toit est constitué d'un dôme romain, les angles ont leur propre dôme et des gargouilles en fer forgé.